# Simpatico
Simpatico – amerykańsko-brytyjsko-francuska tragikomedia z 1999 roku, na podstawie sztuki Sama Sheparda.

## Opis fabuły
Vincent i Lyle byli kiedyś najlepszymi przyjaciółmi. W latach 70. ujeżdżali rasowe konie w Kalifornii, przemierzali autostradę Buickiem i spędzali czas na ognisku w górach. W tym samym czasie złamali życie niejakiemu Simmsowi i przy okazji zarobili na tym. Po tym czasie ich drogi rozeszły się. Carter staje się multimilionerem, znanym hodowcą koni i żeni się z Rosie, dziewczyną Vinniego. Vinnie z kolei stoczył się na dno. Czuje się oszukany przez Cartera, ostro pije alkohol i ogląda stare filmy. Jego życie ulega zmianie, kiedy poznaje Cecilię, piękną kobietę, która przypomina Rosie. Dzięki niej Vincent staje na nogi. Po 20 latach postanawia się zemścić na Carterze.

## Obsada
- Nick Nolte - Vincent Webb
- Jeff Bridges - Lyle Carter
- Sharon Stone - Rosie Carter
- Catherine Keener - Cecilia
- Albert Finney - Simms/Ryan Ames
- Shawn Hatosy - Młody Vinnie Webb
- Kimberly Williams-Paisley - Młoda Rosie
- Liam Waite - Młody Lyle Carter
- Whit Crawford - Jean
- Bob Harter - Louis

i inni